# Championnat du Botswana de football 2007-2008
Navigation
Saison précédente Saison suivante
La saison 2007-2008 du Championnat du Botswana de football est la quarante-troisième édition du championnat de première division au Botswana. Les seize meilleures équipes du pays sont regroupées au sein d’une poule unique où ils s’affrontent deux fois au cours de la saison, à domicile et à l’extérieur. En fin de saison, les deux derniers du classement sont relégués et remplacés par les deux meilleurs clubs de deuxième division tandis que le 14e doit affronter le 3e de D2 en barrage de promotion-relégation.
C'est le club de Mochudi Centre Chiefs qui est sacré cette saison après avoir terminé invaincu en tête du classement final, avec vingt-trois points d’avance sur Gaborone United et vingt-huit sur União Flamengo Santos. Il s’agit du tout premier titre de champion du Botswana de l’histoire du club, qui réussit même le doublé en s’imposant en finale de la Coupe du Botswana face à Santos.

## Qualifications continentales
Le champion du Botswana se qualifie pour la Ligue des champions de la CAF 2009 tandis que le vainqueur de la coupe nationale obtient son billet pour la Coupe de la confédération 2009.

## Les clubs participants
| - Township Rollers - Police XI - Mochudi Centre Chiefs - Jwaneng Comets - TASC FC - Notwane FC - Botswana Defence Force XI - Boteti Young Fighters - Promu de D2 | - ECCO City Green - Nico United - Mogoditshane Fighters - Promu de D2 - Botswana Meat Commission FC - Lobtrans Gunners - Gaborone United - TAFIC FC - União Flamengo Santos |

## Compétition
Le barème utilisé pour établir le classement est le suivant :
- Victoire : 3 points
- Match nul : 1 point
- Défaite : 0 point

### Classement
| Rang | Équipe                      | Pts | J  | G  | N  | P  | Bp | Bc | Diff |
| ---- | --------------------------- | --- | -- | -- | -- | -- | -- | -- | ---- |
| 1    | Mochudi Centre ChiefsC      | 76  | 30 | 23 | 7  | 0  | 67 | 21 | +46  |
| 2    | Gaborone United             | 53  | 30 | 15 | 8  | 7  | 46 | 41 | +5   |
| 3    | União Flamengo Santos       | 48  | 30 | 14 | 6  | 10 | 43 | 34 | +9   |
| 4    | Nico United                 | 44  | 30 | 13 | 5  | 12 | 51 | 50 | +1   |
| 5    | ECCO City GreenT            | 41  | 30 | 11 | 8  | 11 | 44 | 44 | 0    |
| 6    | Police XI                   | 41  | 30 | 11 | 8  | 11 | 37 | 37 | 0    |
| 7    | Lobtrans Gunners            | 40  | 30 | 11 | 7  | 12 | 44 | 37 | +7   |
| 8    | Township Rollers            | 40  | 30 | 9  | 13 | 8  | 38 | 32 | +6   |
| 9    | TAFIC FC                    | 40  | 30 | 11 | 7  | 12 | 37 | 38 | -1   |
| 10   | Notwane FC                  | 39  | 30 | 9  | 12 | 9  | 44 | 47 | -3   |
| 11   | Boteti Young FightersP      | 39  | 30 | 11 | 6  | 13 | 31 | 36 | -5   |
| 12   | Mogoditshane FightersP      | 37  | 30 | 11 | 4  | 15 | 36 | 42 | -6   |
| 13   | Botswana Meat Commission FC | 36  | 30 | 10 | 6  | 14 | 33 | 34 | -1   |
| 14   | Botswana Defence Force XI   | 36  | 30 | 8  | 12 | 10 | 25 | 28 | -3   |
| 15   | TASC FC                     | 33  | 30 | 9  | 6  | 15 | 37 | 55 | -18  |
| 16   | Jwaneng Comets              | 16  | 30 | 3  | 7  | 20 | 28 | 65 | -37  |

|  | Champion du Botswana 2007-2008                                            |
|  | Participation à la poule de promotion-relégation                          |
|  | Relégation directe en deuxième division                                   |
|  | T : Tenant du titre C : Vainqueur de la Coupe du Botswana P : Promu de D2 |

### Matchs

#### Poule de promotion-relégation
Le 14e de première division retrouve les seconds des poules Nord et Sud de deuxième division. Seule la meilleure équipe se maintient ou accède à la St Louis Premier League.
| Rang | Équipe                    | Pts | J | G | N | P | Bp | Bc | Diff |  | Résultats (▼ dom., ► ext.) | Jwa | Nau | Mot |
| ---- | ------------------------- | --- | - | - | - | - | -- | -- | ---- |  | -------------------------- | --- | --- | --- |
| 1    | Botswana Defence Force XI | 12  | 4 | 4 | 0 | 0 | 8  | 3  | +5   |  | Botswana Defence Force XI  |     | 1-0 | 3-2 |
| 2    | Prisons XI (D2)           | 4   | 4 | 1 | 1 | 2 | 5  | 7  | -2   |  | Prisons XI (D2)            | 0-2 |     | 4-3 |
| 3    | Miscellanous FC (D2)      | 1   | 4 | 0 | 1 | 3 | 7  | 10 | -3   |  | Miscellanous FC (D2)       | 1-2 | 1-1 |     |

## Bilan de la saison
| Championnat du Botswana de football 2007-2008 |                                   |
| Champion                                      | Mochudi Centre Chiefs (1er titre) |
| Coupes et trophées                            |                                   |
| Vainqueur de la Coupe du Botswana 2007-2008   | Mochudi Centre Chiefs             |
| Qualifications continentales                  |                                   |
| Ligue des champions de la CAF 2009            | Aucun                             |
| Coupe de la confédération 2009                | Aucun                             |
| Promotions et relégations                     |                                   |
| Promus en Premier League                      | Great North Tigers FC             |
| Promus en Premier League                      | Naughty Bots Tlokweng             |
| Relégués en Second Division                   | TASC FC                           |
| Relégués en Second Division                   | Jwaneng Comets                    |